# Ceraceosorus
Ceraceosorus är ett släkte av svampar. Ceraceosorus ingår i ordningen Ceraceosorales, klassen Exobasidiomycetes, divisionen basidiesvampar och riket svampar.
| Ceraceosorus | \| \| Ceraceosorus bombacis \| \| \| \| |
|              | \| \| Ceraceosorus bombacis \| \| \| \| |
|              | Ceraceosorus bombacis                   |
|              |                                         |

|  | Ceraceosorus bombacis |
|  |                       |